# Sierra del Aramo

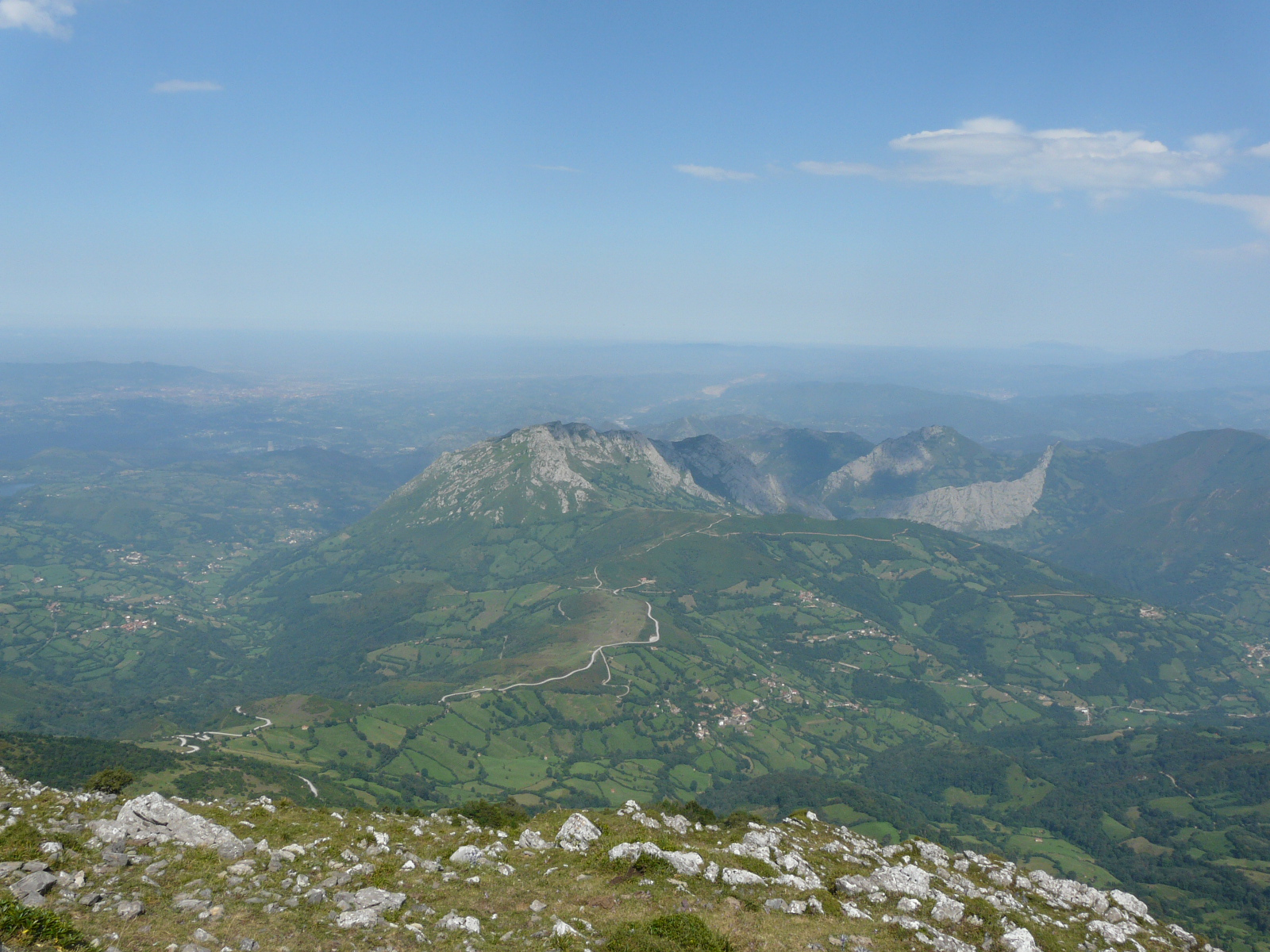
Vista desde cerca del Angliru: en el centro se puede ver el pico Monsacro, y Oviedo aparece por encima, a la izquierda

La sierra del Aramo o simplemente El Aramo es un cordal calcáreo de la Montaña Central Asturiana situado a unos 20 km al suroeste de Oviedo (área central del Principado de Asturias, España). Se extiende con dirección meridiana a lo largo de unos 15 km de longitud entre el pueblo de Peñerudes (Morcín), al norte, y el alto de la Cobertoria, al sur; donde conecta con la estribación septentrional del macizo de Ubiña. Con una anchura de unos  7 km y un relieve que alcanza los 1791 m en el punto más alto (pico Gamoniteiro) este espigón calcáreo separa las cuencas de los ríos Trubia, al oeste, y Caudal, al este, y pertenece a los concejos de Quirós, Morcín, Riosa y, en menor medida, Lena, Santo Adriano y Proaza.
El Plan de Ordenación de los Recursos Naturales de Asturias (PORNA, Decreto 38/94) estableció en 1994, como integrante de la «Red Regional de Espacios Naturales Protegidos» (RRENP), el «Paisaje Protegido de la Sierra del Aramo». Sin embargo, esta figura no ha sido desarrollada y no cuenta con una declaración oficial ni instrumento de Gestión siendo de aplicación genérica lo dispuesto en la legislación ambiental, en un área delimitada de 53,99 km² que incluye la totalidad de la sierra, perteneciente a los ya mencionados concejos de Quirós, Riosa y Morcín.

## Descripción
Cabe diferenciar diversas unidades dentro de la estructura del Aramo: la plataforma calcárea culminante que se extiende en torno a 1300 m tapizada con pequeñas manchas de arbustos de porte pequeño y pastizales entre afloramientos de la roca madre; en las empinadas laderas aparecen pastos naturales y otros creados por el hombre, arbustos diseminados (espinos, avellanos, acebos), pequeños bosquetes de haya, sauce y/o roble en las zonas más inaccesibles y grandes áreas de matorral (brezales, aulagales y helechales) fruto de las actividades agroganaderas tradicionales y el abandono de pastos; también encontramos encinares en gargantas calcáreas orientadas a solana. Y, por último, en la parte baja de los valles, labrados sobre pizarras y areniscas, abundan prados, castañedos y pequeños bosques de ribera y de frondosas que completan a grandes rasgos las formaciones vegetales de El Aramo.
Sus alturas principales son: la Gamonal, La Barriscal y el Gamoniteiru, siendo este la mayor elevación, con 1791 m. El ascenso a la primera, el Angliru, alcanzó notoriedad al celebrarse en el mismo una de las etapas de la Vuelta Ciclista a España. Su forma imponente lo configura como uno de los hitos referenciales del paisaje del Centro de Asturias.
En su vertiente este, en territorio del concejo de Riosa, se localizan las evidencias más antiguas de minería conocidas en Asturias. De los filones del Aramo se extraía cobre, preservándose restos de las antiguas minerías, que no obstante, han sido destruidas en gran parte por la explotación reciente del cobre a finales del siglo XIX y en la primera mitad del XX, actividades de las que también se preservan evidencias en forma de barracones, pozos, galerías... por toda la ladera este.
Se piensa que el orónimo Aramo derivaría del nombre de una divinidad prerromana, y también hay quien sostiene que Aramo sería un antiguo nombre para denominar al metal del cobre. Lo que sí parece claro es la gran carga simbólica de esta montaña, omnipresente en el paisaje central asturiano, que llevaría a la sacralización del monte por las comunidades prehistóricas, que situarían en sus collados y cordales innumerables evidencias de arquitectura megalítica.

## Patrimonio natural y paisaje
La Sierra del Aramo forma parte de la montaña y de ese medio rural con una función urbana, sometido a las dinámicas socioeconómicas del área metropolitana asturiana a la cual sirve como dispensador de recursos, espacio de esparcimiento y como telón de fondo en su horizonte. Sin embargo, es la gran desconocida, eclipsada por las montañas más elevadas y mediáticas del Macizo asturiano. La Sierra del Aramo es una media montaña oceánica, minusvalorada y, sin embargo, con un valor patrimonial excepcional, tanto natural como cultural. De hecho, presenta 6 tipos de componentes tectónico-estructurales originados en dos orogenias diferentes, 17 elementos litoestratigráficos y 4 grandes conjuntos geomorfológicos, a su vez configurados por 17 unidades y 27 elementos geomorfológicos.
El interés patrimonial de Aramo está fuera de duda por su utilidad científica y pedagógica, y como recurso natural y cultural. Esto se evidencia por la delimitación y evaluación de 6 lugares de interés Geomorfológico con una puntuación promedio de 7.1 en la que destacan 2 sobresalientes.
Al mismo tiempo, presenta más del 46% de su superficie ocupada por 18 hábitats de interés comunitario, así como varias especies de plantas y animales incluidas en la Directiva Europea. Las comunidades de Taxus baccata, en particular, son excepcionales; igualmente, los pastos altimontanos y subalpinos, mantenidos por una actividad pastoral tradicional que se originó hace más de 3000 años. Así, las deforestaciones de la Edad del Bronce convirtieron las cumbres del Aramo en valiosos puertos ganaderos, de incierto futuro por la reforestación natural y la matorralización de las últimas décadas, debidas al despoblamiento del medio rural y al abandono de las actividades agrosilvopastoriles tradicionales.

## Rutas

### Ruta Viapará - Angliru

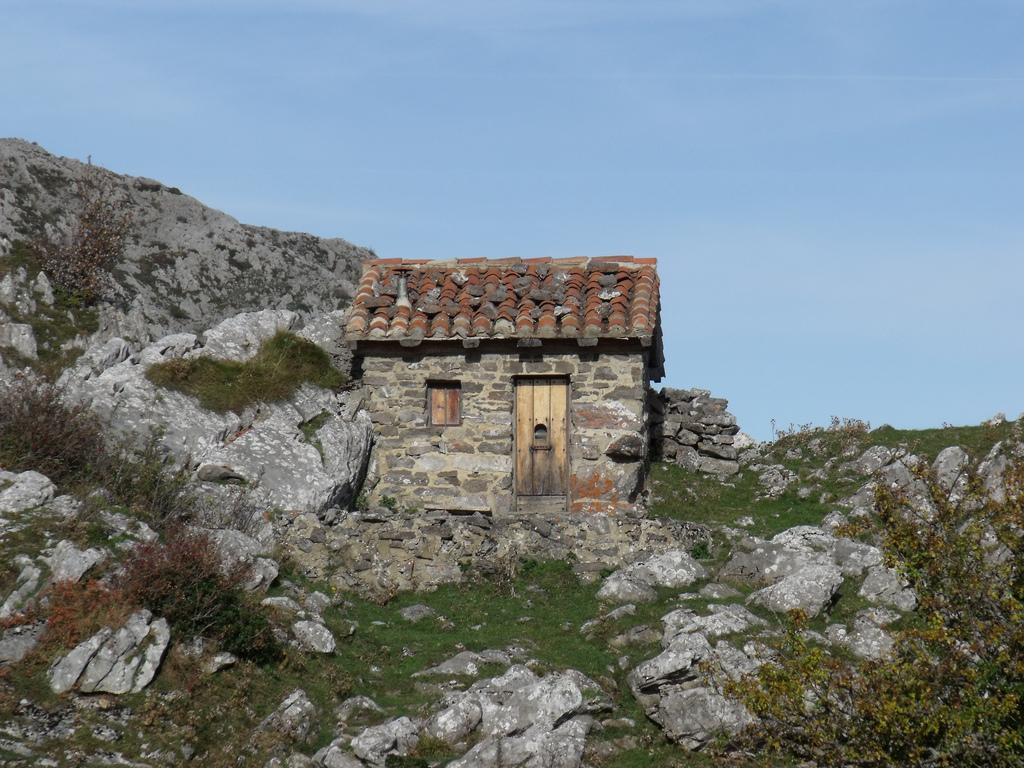
Cabaña en la subida al pico Angliru.

Esta ruta comienza a los pies del pico Angliru, donde encontramos el área recreativa de Viapará. Discurre por la carretera, la cual llega hasta la misma cima de El Angliru, una de las más representativas de la sierra del Aramo. 
El Angliru se dio a conocer sobre todo desde su inclusión como una de las etapas de montaña de la Vuelta Ciclista a España más duras. Desde su cima contemplarás unas impresionantes vistas de casi todo el Principado de Asturias, alcanzándose a ver incluso en días claros el mar Cantábrico, Picos de Europa, Pajares, etc. 
El Angliru tiene una altitud de 1570 m y en su ascensión nos encontramos grandes desniveles,en tramos ya conocidos por los aficionados el ciclismo (curva de Llagos, Cueña les Cabres...) lo que lo convierte en un auténtico reto para quienes inician su ascensión.
En los periodos de otoño e invierno se ha de considerar la climatología, ya que puede impedir o desaconsejar la ascensión.

### Ruta Muriellos - curva Llagos
La ruta comienza en el pueblo de Muriellos, en el concejo de Riosa, y termina en Llagos, una zona de la carretera de acceso a El Angliru. Transcurre por lo que antes era el camino que subía al monte y que utilizaban los ganaderos para el acceso a fincas y al puerto. Ahora es una pista de tierra, aunque no en todo su recorrido. En sentido Muriellos - Llagos es siempre ascendente con pendientes considerables en algunos tramos. Discurre a través del monte comenzando en unos  400 m de altitud y terminando en los 800 m aproximadamente, por lo que mientras se avanza las vistas cada vez son mejores. En su recorrido se encuentra un desvío hacia el pueblo de El Cabornin, otra alternativa de la ruta. En la parte final de la ruta, cerca de Llagos hay una importante acebeda.
Para recorrer la ruta en BTT el sentido recomendado es Llagos - Muriellos debido a la fuerte pendiente que hay desde Muriellos a Llagos y ser un iniciado en BTT.